# Dines Andersen
Dines Andersen, född 26 december 1861 i Ullerslev på Fyn, död 28 mars 1940, var en produktiv dansk orientalist. Han var 1903–1927 professor i indisk filologi vid Köpenhamns universitet.

## Tidiga år
Dines Andersens far var mjölnare på Fyn och Andersen växte upp under små omständigheter. Fram till sitt 14:e år fick han nöja sig med den lokala folkskolans utbildning. Den klartänkte pojkens gåvor och omättliga traktan efter kunskap uppmärksammades dock av inflytelserika vänner och han skickades till läroverket i Odense, där han avlade studentexamen 1881.
Vid Köpenhamns universitet ägnade han sig åt filologistudier, främst av klassiska språk. Samtidigt bedrev han studier i allmän lingvistik under Vilhelm Thomsen och Karl Verner och läste sanskrit för Viggo Fausbøll. Han fascinerades av sanskritens historiska språkaspekter snarare än den utsökta poesin och litteraturens tänkande, så det var språkets syntax som blev föremål för hans första arbeten. 1889 tilldelades han Universitetets guldmedalj för en undersökning av participens användning i Pañcatantra och Hitopadeça.

## Akademisk karriär
Andersen blev filosofie doktor i Köpenhamn 1892 med en avhandling "Om Brugen og Betydningen af Verbets Genera i Sanskrit, oplyst især ved Undersøgelser om Sprogbrugen i Chandogya-Upanishad". Han utnämndes 1903 till professor i indisk filologi vid Köpenhamns universitet. Andersen har framför allt ägnat sig åt att studera palispråkets olika aspekter. Hans huvudarbete på detta område är en första del i den stort anlagda, under medverkan av Helmer Smith utgivna, ursprungligen av Karl Vilhelm Trenckner påbörjade A critical Pāli dictionary (1924 ff.). Hans Pali reader (1901) kom att bli en viktig handbok för det elementära palistudiet med sin 3:e upplaga 1917.
Bland Andersens övriga arbeten kan nämnas 
- hans gradualavhandling Om Brugen og Betydning af Verbets Genera i Sanskrit (1892),
- index till Viggo Fausbølls Jataka-upplaga (1897) samt
- fortsättning och avslutning av det av Søren Sørensen påbörjade stora namnregistret till Mahabharata i 13 band (1904-25).